# 제27항공전대
제27항공전대(일본어: 第二十七航空戦隊 다이니쥬나나쿠코센타이[*], 영어: 27th Air Flotilla)는 일본 제국 해군 항공대의 전대이다. 하치만(八幡) 공습부대로 잘 알려진 부대로서 오가사와라 제도를 중심으로, 남일본와 난포 군도를 담당하였으며, 때때로 마리아나 제도에 기습하였다.

## 역사
1944년 7월 10일, 이오섬 전투에 대비하기 위해 훈련부대를 작전부대로 전환하는 전력 증강계획에 따라 기사라즈 비행장에서 간토 해군항공대가, 이오섬 비행장에서 첫 을(乙)종 항공대인 남포제도 해군항공대가 창설되었다.
| “ | "敵艦船に対する勇敢な特別攻撃により硫黄島守備隊員の士気は鼓舞された", "必勝を確信敢闘を誓あり" →적 함선에 대한 용감한 특별공격에 의해 이오섬 수비대원의 사기는 고무되었다. 필승을 확실감투을 다짐한다" | ” |
|   | — 이치마루 리노스케 |   |

마지막으로 이오섬 전투에 보내어져 미국 해병대를 막기 위해 특별공격대를 편성하였으나, 결국 밀렸다. 1945년 3월 1일, 전대 사령관인 이치마루 리노스케 소장은 전사, 이오섬에 남은 경비대는 전멸하였다.

## 부대

### 1944년 7월 10일
- 항공부대
  - 제252해군항공대 (함전) - 이오섬
  - 제752해군항공대 (육공) - 이오섬
  - 제801해군항공대 (비행정) - 요코하마
- 기지부대
  - 난포제도 해군항공대
  - 간사이 해군항공대

### 1945년 3월 1일
- 난포제도 해군항공대
- 이오섬 경비대

## 기록

### 소속
1. 제3항공함대, 1944년 7월 10일

### 참전
- 아호 작전
- 이오섬 전투